# 北京堇菜
北京堇菜（学名：Viola pekinensis）为堇菜科堇菜属的植物，是中国的特有植物。分布于中国大陆的陕西、河北等地，生长于海拔500米至1,500米的地区，一般生于阔叶林下以及林缘草地。

## 别名
拟弱距堇菜（拉汉种子植物名称）